# 1774 год в музыке

## События
- Антонио Сальери назначен придворным композитором императора Иосифа II.
- Оперы Доменико Чимароза приобрели популярность в Риме.
- Чарльз Бёрни написал план для музыкальной школы.
- Паскаль Жозеф Таскен стал хранителем инструментов короля Франции Людовика XV.
- Георг Йозеф Фоглер стал учеником Джованни Баттиста Мартини в Болонье.

## Классическая музыка
- Йозеф Гайдн — «Большая органная месса» (нем. Große Orgelmesse).
- Вольфганг Амадей Моцарт — Symphony No. 29 in A.
- Карл Стамиц — Concerto for Viola No. 1 in D major.

## Опера
- Вольфганг Амадей Моцарт — «Мнимая садовница» (премьера в 1775 году).
- Паскуале Анфосси
  - «Мнимая садовница» (итал. La finta giardiniera)
  - «Луцио Сулла» (итал. Lucio Silla)
  - «Олимпиада» (итал. Olimpiade).
- Кристоф Виллибальд Глюк — «Ифигения в Авлиде» (фр. Iphigenie en Aulide).
- Йозеф Мысливечек
  - «Милосердие Тита» (итал. La clemenza di Tito)
  - Atide
  - «Артаксеркс» (итал. Artaserse)

## Родились
- 24 января — Карл Мозер (англ. Karl Moser), немецкий скрипач, дирижёр и композитор (умер в 1857).[1]
- 16 февраля — Пьер Роде, французский скрипач и композитор (умер в 1830).
- 5 марта — Кристоф Эрнст Фридрих Вейсе, немецко-датский композитор (умер в 1842).
- 29 марта — Фридрих Штарке, немецкий композитор, дирижёр, военный капельмейстер, валторнист, музыкальный педагог. издатель. Друг Бетховена (умер в 1835).
- 17 апреля — Вацлав Ян Крштитель Томашек, чешский органист, композитор и музыкальный педагог (умер в 1850).
- 7 октября — Фердинандо Орланди, итальянский композитор и преподаватель вокала (умер в 1848).
- 14 ноября — Гаспаре Луиджи Спонтини, итальянский оперный дирижёр и композитор, член Прусской и Парижской академий искусств (умер в 1851).
- 18 ноября — Уильям Горсли, английский органист, композитор и педагог (умер в 1858).
- 20 декабря — Гийом Пьер Антуан Гатей (фр. Guillaume-Pierre-Antoine Gatayes), французский гитарист, арфист и композитор (умер в 1846).[2]

## Умерли
- 20 января — Флориан Леопольд Гассман, австрийский оперный композитор и дирижёр чешского происхождения (род. в 1729).
- 30 января — Франтишек Игнац Тума, австрийский органист и композитор чешского происхождения (род. в 1704).
- 7 июля — Джузеппе Мария Карретти (итал. Giuseppe Maria Carretti), итальянский музыкальный педагог и композитор (род. в 1690).
- 25 августа — Никколо Йомелли, оперный композитор, известный в Германии как «Итальянский Глюк» (род. в 1714).
- 2 декабря — Иоганн Фридрих Агрикола, немецкий органист, композитор и музыкальный писатель XVIII века. (род. в 1720).
- дата неизвестна
  - Вацлав Водичка (чеш. Vodicka Vaclav), чешский скрипач, музыкальный педагог и композитор (род. в 1715).